# Paul Sharits
Paul Sharits (7. února 1943 Denver – 8. července 1993 Buffalo) byl americký experimentální filmový režisér. Narodil se v Denveru a studoval malířství na zdejší univerzitě. Později docházel také na Indianskou univerzitu v Bloomingtonu. Později působil jako pedagog na Buffalské univerzitě, kde působili i další avantgardní filmaři – Tony Conrad a Hollis Frampton. Koncem osmdesátých let byl postřelen. V roce 2015 o něm režisér François Miron natočil celovečerní dokumentární film.